# Saison 1 de Power Book III: Raising Kanan
Chronologie
Saison 2
Cet article présente les épisodes de la première saison de la série télévisée américaine Power Book III: Raising Kanan.

## Généralités
- Aux États-Unis, cette saison a été diffusée du 18 juillet 2021 au 26 septembre 2021 sur Starz.

## Distribution

### Acteurs principaux
- Patina Miller : Raquel Thomas
- Mekai Curtis : Kanan Stark
- Hailey Kilgore : Laverne « Jukebox » Thomas
- London Brown : Marvin Thomas
- Malcolm Mays : Lou-Lou Thomas
- Joey Bada$$ : Unique
- Toby Sandeman : Symphony Bosket
- Lovie Simone : Davina Harrison
- Omar Epps : Malcolm Howard
- Shanley Caswell : Shannon Burke

### Acteurs récurrents
- Antonio Ortiz : Shawn « Famous » Figueroa
- John Clay III : Worrell
- Ade Chike Torbert : Scrappy
- Natalee Linez : Jessica Figueroa
- Quincy Brown : Crown Camacho
- AnnaLynne McCord : Toni Deep
- Annabelle Zasowski : Nicole Bingham
- Paul Fitzgerald : James Bingham
- Kelly Deadmon : Linda Bingham
- Rosal Colon : Juliana Ayala
- Tyson Hall : Sam
- Nile Bullock : Derek « D-Wiz » Washington

## Liste des épisodes

### Épisode 1:À l'Époque
- États-Unis : 18 juillet 2021 sur Starz

### Épisode 2:Récoltes et semences
- États-Unis : 25 juillet 2021 sur Starz

### Épisode 3:Esquiver, se déplacer
- États-Unis : 1er août 2021 sur Starz

### Épisode 4:Ne dors pas
- États-Unis : 8 août 2021 sur Starz

### Épisode 5:Choisis tes batailles
- États-Unis : 15 août 2021 sur Starz

### Épisode 6:Des échelons à gravir
- États-Unis : 29 août 2021 sur Starz

### Épisode 7:Reste à ta place
- États-Unis : 5 septembre 2021 sur Starz

### Épisode 8:Le Goût du bizness
- États-Unis : 12 septembre 2021 sur Starz

### Épisode 9:Fidèle jusqu'au bout
- États-Unis : 19 septembre 2021 sur Starz

### Épisode 10:Payé cash
- États-Unis : 26 septembre 2021 sur Starz

## Production
- Le 9 février 2020, jour du dernier épisode de la sixième et dernière saison de Power, la productrice de la série, Courtney A. Kemp, dévoile la création officielle de la série, une préquelle de la série Power se déroulant dans les années 1990 et concernant le passé du personnage de Kanan Stark, interprété par 50 Cent dans la série originale.
- Le 15 février 2020, l'acteur Omar Epps est annoncé au casting de la série. Les jours suivants c'est Patina Miller et Mekai Curtis qui sont annoncés au casting, tous les deux reprenant le rôle de Kanan Stark et de sa mère Raquel Thomas.
- Début mars 2020, les acteurs Hailey Kilgore, Lovie Simone, London Brown, Malcolm Mays, Shanley Caswell, Toby Sandeman et Joey Bada$$ sont annoncés au casting en tant que personnages principaux. L'acteur Quincy Brown est annoncé également dans la série mais jouera en revanche un personnage récurrent.
- Le 29 mai 2020, l'acteur Ade Chike Torbert est annoncé au casting en tant que récurrent.
- Fin 2020, les actrices Natalee Linez et Annabelle Zasowski sont annoncées au casting de la série en tant que personnages récurrents.
- Au printemps 2021, il est annoncé que 50 Cent sera le narrateur de la série.
- La saison a été tournée du 24 février 2020 au 18 mai 2021. Tout comme le tournage de la première saison de Power Book II: Ghost, le tournage de la série a été mis en suspens le 14 mars 2020 à cause de la pandémie de Covid-19.